# Setanta urumuchiensis
Setanta urumuchiensis är en stekelart som beskrevs av Yu och Mao-Ling Sheng 1994. Setanta urumuchiensis ingår i släktet Setanta och familjen brokparasitsteklar. Inga underarter finns listade i Catalogue of Life.